# 刀语
《刀语》是西尾维新所作的轻小说，插画作者是竹，共12册。這是西尾首次發表的時代小說。由此改编的電視动画于2010年1月开始每月播放一話，為《西尾維新動畫PROJECT》第二個項目，全12話。

## 概要
講談社BOX的企劃「大河小說2007」的作品之一（另一部為清涼院流水的），連續12個月發行小說。
日本在2010年的1月至2010年12月播映改編的電視動畫作品。
以《刀語》兩百年前，描述真庭忍軍的外傳作品《真庭語》亦由講談社BOX發行。
大陸地區的簡體中文版小說由時代華語代理發行，江蘇文藝出版社（2010年4月1日後改名為江蘇鳳凰文藝出版社）出版，前3卷涉及抄襲網絡翻譯問題；台灣地區的繁體中文小說由尖端出版代理出版。

## 剧情简介
主人公鑢七花是「虚刀流」的第七代掌门人，和姐姐鑢七實二十年一起在不承島生活。有一天他被專門造訪的奇策士咎说服離島，开始寻找传说的刀匠「四季崎記紀」所打造的最好的十二把刀。

## 登場人物

### 主要人物
鑢 七花（やすり しちか）聲：細谷佳正 / 熊井統子（年少時）
年齡：24、職業：劍客、所屬：虛刀流、身分：掌門、所有刀：無、身長：6尺8寸、體重：20貫、興趣：無。
虚刀流第七代當家。身材高大。平时喜欢赤裸上身。
不擅長思考，不會看平假名。在不承島上被父親鑢六枝訓練二十年，好傳承虛刀流。
故事初期秉持著作為一把刀的自我，雖然並非是冷酷無情的人但殺死任何對手都毫無猶豫，到了故事中期以後開始有憑藉自身意志避免置對手於死地的想法，也在第十卷對過去曾毫不猶豫殺死敵人的行為產生困惑。
曾說過自己殺害自己的父親。在小說單行本第七本及動畫第七話亦把自己的姐姐－鑢七實殺死。
於最終卷末與否定姬浪跡天涯。
咎女聲：田村由香里（又常譯咎、咎兒）
年齡：不詳、職業：奇策士、所屬：尾張幕府、身分：總監督、所有刀：虛刀『鑢』、身長：4尺8寸、體重：8貫3斤、興趣：使奸計。
尾張幕府家鳴将軍家直轄預奉所軍所總監督，自稱奇策士。
身材娇小，有一頭可以讓七花當成圍巾那樣纏在脖子上的白色長髮，在七花與七實的對決中被七實斬斷頭髮變為短髮。穿著十二層的和服。
在幕府的軍所中就職，在尾張的居所是奇策屋敷。
大亂的引發者，飛驒鷹比等的女兒，當時因為目睹父親被鑢六枝手刃而一夜之間蒼白了頭髮。正名為容赦姬，體力非常差。
最後因身分敗露而被左右田 右衛門左衛門使用「炎刀·銃」射殺。

### 虛刀流相關者
虛刀流的繼承人貌似有將除自己以外的虛刀流使用者清除的本能。
鑢 七實（やすり ななみ）聲：中原麻衣
年齡：27、職業：無、所屬：虛刀流、身分：鑢家家長、所有刀：惡刀『鐚』、身長：4尺9寸、體重：7貫6斤、興趣：拔草
七花的姐姐。前日本最強，被稱作「天才」、「怪物」的女人，是本作最強大的人。:對七實而言除自己姐弟兩人外的人都是雜草，除草即殺人。
平常穿著綠色的和服，樣子弱不禁風。超級路癡。
擁有天才之眼「見稽古」，可以將看過的招式、技能、能力都學懂。看過一次就大致記得及學會，看過兩次便可牢記在心及純熟運用，七實：「我的練習就是看，我的修行就是看。」但見稽古卻是故意讓自己變弱的方法，故意學習弱者的技能而變弱，因為自己的力量太強，用全力會使身體受不了，擁有等同無敵的戰鬥力。為了平衡「見稽古」而存在，使七實隨時都跟死亡只有一線之隔的「病魔一億」，反而使七實能夠忘卻痛苦、只要不是致人於死的毒素都可免疫，使她的實力更上一層樓。在七花未出生前，她的父親六枝原打算以七實為虛刀流下任繼承人，但當時六枝便發現七實潛在能力太過強大，轉而把繼承權轉交在弟弟七花。雖然六枝並無傳授虛刀流給七實，但在六枝教導七花時七實在暗地觀看，藉由自己看過一次便記得的能力「見稽古」習得虛刀流所有招式。
弱點是體力不夠、持續力不足，七實過去曾有和弟弟七花對決經驗，也因為當時體力耗盡而沒分出勝負，但在當時七花也發現七實的強大，實力在他之上。
從陸奧死靈山取得了「惡刀『鐚』」之後，利用「惡刀『鐚』」含電的苦無強制身體活性化與沉靜化。強行治癒了她自己的病，和壓抑住過強的力量，成為名副其實的「最強」。
曾滅了真庭忍軍蟲組三人、凍空一族、陸奧死靈山神衛隊、聖地清涼院護劍寺。
長年受到自身的力量所折磨因而期許著死亡，最後也得償所願的死於弟弟七花之手。
鑢 六枝（やすり むつえ）聲：大川透
虛刀流第六代當家。七花與七實的父親，20年前大亂的英雄。根據七花本人所述是被七花所殺。
將虛刀流傳授給七花時，因發現七實在旁「觀習」學會虛刀流所有招式而感到恐懼。在七實就寢時意圖勒斃她，卻反被七花所殺。
鑢 砌 聲：篠原惠美
七花與七實的母親，與戰國六大名家－徹尾家有所關聯。懷疑被鑢六枝所殺，是將鑢六枝流放到「不承島」的主因。
鑢 五幹（やすり いつみき）
虛刀流第五代當家。年輕時在修行途中死亡。僅在第零話虛刀鑢提及。
鑢 一根
參見“刀的相關人物”。

### 尾張幕府
否定姫（ひていひめ）聲：戶松遥
年齡：不詳、職業：內部監察官、所屬：尾張幕府、身分：總監督、所有刀：無、身長：5尺5寸、體重：13貫、興趣：使奸計。
尾張幕府家鳴将軍家直轄内部監察所總監督，咎的宿敵。是四季崎家的最後末裔。
穿著黑色和服，金髮碧眼，疑似有西洋血統。平常拿著扇子，在尾張的居所是否定屋敷。心腹是左右田。
炎刀『銃』的持有者。對其餘十一把完全型變體刀都十分的了解。了解到令咎懷疑有何居心的地步。
於最終话似乎表明喜欢咎，事件後與七花浪跡天涯。
左右田 右衛門左衛門（そうだ えもんざえもん）聲：小山力也
年齡：不詳、職業：內部監察官、所屬：尾張幕府、身分：總監督補佐、所有刀：炎刀『銃』、身長：6尺1寸、體重：15貫、興趣：掃除（天花板上）。
否定姬的心腹，尾張幕府家鳴將軍家直轄内部監察所總監督輔佐，原忍者，是相生忍軍的最後一人。自號「不忍」。
穿著黑色的洋服，臉上戴著寫「不忍」二字的面具，腰間別著大小各一的武士刀。跟真庭鳳凰曾經是摯友，但是在被鳳凰使用命結奪走臉之後，自稱「精神已經死過一次」。從此跟隨否定姬，並且以此為人生的全部。
身為相生忍軍末裔，使用「相生拳法‧背弄拳」來使自己永遠位於戰鬥的上風位置。炎刀『銃』的使用者。
最終決戰時以炎刀力拚七花不敵，死於七花之手，炎刀被七花破壞。
家鳴 匡綱（やなり まさつな）聲：藤本让
家鳴幕府第八代將軍，相當高齡。大乱时掌控幕府大权之人。

#### 家鳴将軍家御側人十一人衆
是奉家鳴幕府的大御所－家鳴匡綱御用護衛兵與側近。歷代將軍心腹中的心腹家臣，其戰鬥能力等，身受將軍深厚的信賴。對於七花入侵尾張城的事件，在否定姬的提案下，除了炎刀『銃』以外的十一把完成形變體刀；交給十一人衆使用並安排他們一層樓一位護衛兵，以作家鳴家有千年繁榮的儀式（是為了騙家鳴匡綱支開十一人衆，好讓否定姬能確實完成四季崎一族的宿願）
- 般若丸（はんにゃまる）聲：松井尚吾

持有絕刀『鉋』的十一人衆之一。劉海下垂帶著鬼嘴面具的人，誤認為七花無法折斷絕刀而發動報復絕刀(與"捧腹大笑"日文同音)。
被七花所殺。（當時是因為咎下達「不得毀刀」的命令，再加上戰鬥經驗不足。）
- 鬼宿 不埒（おにやどり ふらち）聲：宮原弘和

持有斬刀『鈍』的十一人衆之一。髭面和尚頭、自稱老朽的憎人，自身的居合搭配斬刀能超越了音速。
被七花指稱速度太慢後所殺。
- 巴 曉聲：勝呂美和子

持有千刀『鎩』的十一人衆之一。左眼帶眼罩的女子，跟敦賀迷彩一樣是千刀流，把千刀全部插著環繞整間和室。
被七花指稱當初陷於苦戰是因為敦賀迷彩的個性後所殺。
- 浮義 待秋（ふぎ まつあき）聲：高橋研二

持有薄刀『針』的十一人衆之一。將白髮脫落総髪於背後的人，跟錆白兵是競爭對手關係，揮舞薄刀使出「白兔開眼」。
七花不必遵守「不得毀刀」的命令後將其所殺。
- 伊賀 甲斐路（いが かいろ）聲：佐佐木啓夫

持有賊刀『鎧』的十一人衆之一。穿著賊刀不知真面目的伊賀忍者，用伊賀忍法－筋肉騙術使身體變大但體重不變。
被七花指出因在空中賊刀不得將衝擊排出後將其所殺。
- 真庭 孑孓（まにわ ぼうふら）聲：江口拓也

持有雙刀『鎚』的十一人衆之一。使用真庭忍法－足輕將雙刀輕鬆揮舞的前真庭忍者，孑孓的祖先二百年前背叛真庭忍軍轉向幕府示忠。
被七花指稱雙刀『鎚』無重量便無意義後所殺。
- 胡乱聲：菊本平

持有惡刀『鐚』的十一人衆之一。戴着巧妙构思的西洋镜之拳法家，因惡刀的效果身體上血管活化浮凸地。
七花用打擊系混合連續技造成足以殺死272次的傷害，使其傷害超出惡刀能力的極限所殺。
- 灰賀 欧（はいが おう）聲：儀武子

持有微刀『釵』的十一人衆之一。濃密的秀髮两邊分梳的女子，操控設定改寫的日和號一起發動雙重攻勢。
被七花指稱灰賀歐的實力反而妨礙了日和號後所殺。
- 墨丘 黒母（すみがおか こくぼ）聲：國分和人

持有王刀『鋸』的十一人衆之一。擺著非常愤怒、嚴肅般地的表情的男子，作為尾張第一兇猛者，因王刀的效果心靈感到平静。
被七花指稱場面話無法打動我後被七花所殺。
- 皿場 工舎（さらば こうしゃ）聲：早見沙織

持有誠刀『銓』的十一人衆之一。額頭缠上頭布、穿著半截外褂易於活動的小女子。小说中直接弃刀与七花肉搏，被七花手下留情的奥义击中，生死不明；动画中握著無刀刃的誠刀不知所措地向七花詢問可解決戰鬥的方法，索性依七花的方案用誠刀丟向七花，被七花彈回誠刀後打暈。
- 呂桐 番外（ろぎり ばんがい）聲：中田隼人

持有毒刀『鍍』的十一人衆之一。說話、態度、眼神都空虛身材魁梧的大男子，因拿著毒刀的關係喪失心智喃喃自語說:「呂桐…四季崎…」。
被七花所殺。

### 刀的持有者
涙 磊落（なみだ らいらく）
絕刀「鉋」的原持有者，真庭蝙蝠從其手中得到絕刀『鉋』。
真庭 蝙蝠
參見“真庭忍軍”。
宇練 銀閣（うねり　ぎんかく）聲：宮本充
年齡：32、職業：劍士、所屬：無所屬、身分：浪人、所有刀：斬刀『鈍』、身長：5尺4寸2分、體重：14貫2斤、興趣：睡眠。
因幡国下酷城城主，拥有稱為「零閃」的高超拔刀术，據說速度能達致光速。
秘技"斬刀狩"是砍殺自己讓血流入斩刀『钝』的刀鞘中，藉此降低刀身與刀鞘的摩擦係數，讓拔刀术「零閃」的速度大幅提升。
七花從其手中得到斩刀『钝』。
敦賀 迷彩（つるが めいさい）聲：湯屋敦子
年齡：不詳、職業：神職、所屬：三途神社、身分：巫女、所有刀：千刀『鎩』、身長：5尺8寸、體重：13貫1斤、興趣：飲酒。
出雲国三途神社的首领，原来是山贼。刀術流派為千刀流，其奧義"千刀巡"主要是將敵方的劍奪取加以使用並丟棄，就某種意義上而言剛好符合千刀『鎩』的特性。
七花從其手中得到千刀『鎩』。
傷木 淺慮（きずき せんりょ）
薄刀「針」的原持有者，錆白兵從其手中得到薄刀『針』。
錆 白兵（さび　はくへい）聲：綠川光
年齡：20、職業：墮劍士、所屬：無所屬、身分：浪人、所有刀：薄刀『針』、身長：5尺3寸、體重：11貫5斤、興趣：劍法。
錆黑鍵之子。「日本第一」。本来受到咎的委托收集十二把刀，但是得到第一把“薄刀『針』”以后就背叛咎，變成堕剑士。
能充分運用薄刀的特性使出奧義"薄刀開眼"發揮出異乎尋常的攻擊力。
七花從其手中得到薄刀『针』。
校倉 必（あぜくら かなら）聲：小山剛志
年齡：38、職業：海盜、所屬：鎧甲海盜團、身分：船長、所有刀：賊刀『鎧』、身長：7尺5寸、體重：39貫3斤、興趣：釣魚。
薩摩鎧甲海盜團的船長，九州男兒。對長相和自己已死妹妹相似的咎一見鍾情，是薩摩小港的實際控制者。
秘技"刀賊鷗"是以身著鎧甲之姿衝鋒，並利用背上尖角衝擊敵人的招數。
七花從其手中得到賊刀『鎧』。
凍空 粉雪（いてぞら こなゆき）聲：日高里菜
年齡：11、職業：獵人、所屬：凍空一族、身分：村民、所有刀：雙刀『鎚』、身長：4尺2寸、體重：8貫3斤、興趣：散步。
凍空一族的殘存者，擁有一身怪力，偶然下打敗了七花。
後被真庭狂犬以「忍法‧狂犬發動」支配，被七花打敗。粉雪本身不是劍士，所以只是隨意的揮動雙刀『鎚』，這點使七花難以打敗她，真庭狂犬以「忍法‧狂犬發動」支配後，由於長久的經驗而使用劍術，反而讓七花看穿了他的招式而被打敗。
最後由咎的說服下運送雙刀『鎚』前往出雲国三途神社。
七花從其手中得到雙刀『鎚』。
鑢 七實
參見“虛刀流相關者”。
日和號（びよりごう）聲：遠藤綾
年齡：不明、職業：守衛、所屬：無所屬、身分：人偶、所有刀：微刀『釵』、身長：6尺8寸、體重：17貫3斤、興趣：無。
鎮守江戶的不要湖守護者，機關人偶，外表是依照四季崎生前最愛的女性相貌所製成的。使用人偶殺法，會對辨識範圍內的人類進行無差別抹殺。
日和號可說是一具非常精密的機器人偶，其是以太陽能為驅動能源。
七花捕捉到日和號而得到微刀『釵』。
汽口 慚愧（きぐち ざんき）聲：伊藤靜
年齡：24、職業：剣士、所屬：心王一鞘流、身分：掌門、所有刀：王刀『鋸』、身長：5尺8寸3分、體重：12貫、興趣：練劍。
心王一鞘流第十二代當家，與前代是祖孫關係。下棋與劍道文武雙全，對不會用刀而輸戰的七花以變強為理由收徒弟。
與七花對戰敗，根據約定把王刀『鋸』交給七花。
彼我木 輪迴（ひがき りんね）聲：伊东宫子
年齡：自稱300、職業：聖者、所屬：無、身分：仙人、所有刀：誠刀『銓』、身長：4尺2寸（目測）、體重：8貫3斤（目測）、興趣：吹草笛。
居住在奧州百刑場的仙人，外表和個性都是由看到他的人的內心所形成。七花看到的是迷彩、粉雪、七實、慚愧的混合體，咎看到的是自己的父親飛驒鷹比等。誠刀是由四季崎親自送給他的。
真庭 鳳凰
參見“真庭忍軍”。
左右田右衛門左衛門
參見“尾張幕府”。

### 真庭忍軍
真庭 蝙蝠（まにわ こうもり）聲：鈴木千尋
「冥土的蝙蝠」，獸組。跟川獺十分要好，第一個成功征刀的忍者，持有「絕刀‧鉋」。
年齡：不詳、職業：忍者、所屬：真庭忍軍、身分：十二頭領、所有刀：絕刀『鉋』、身長：5尺8寸3分、體重：15貫、興趣：陶藝。
使用的忍術為從體內吐出飛行兵器的「手裡劍砲」、「刀劍砲」，能模擬看過的人的身體構造的「忍法‧骨肉雕塑」。
死於七花之手。之後與真庭蝴蝶、螳螂、蜜蜂葬在一起。
真庭 白鷺（まにわ しらさぎ）聲：羽多野涉
「反語的白鷺」，鳥組。
使用的忍術為正體不明的「忍法‧逆鱗探」。
對宇練銀閣的「零閃」沒有防備，死於宇練之手。
真庭 喰鮫（まにわ くいざめ）聲：坪井智浩
「鎖縛的喰鮫」，魚組。喜歡殺戮，只為錢所工作，十分自傲的忍者。
使用的忍術為由鎖鍊操縱兩把太刀，藉此進行無死角的三百六十度攻擊「忍法‧渦刀」。
由於使用的渦刀被敦賀迷彩的「千刀流」所反持，死於迷彩之手。
真庭 螳螂（まにわ かまきり）聲：保村真
「首狩的螳螂」，蟲組指揮官。
使用的忍術為伸長並硬化指甲，將指甲作為刀來戰鬥的「忍法‧爪合」。
在「忍法‧爪合」被鑢七實所習得後，死於七實之手。與真庭蝴蝶、蜜蜂一起葬在蝙蝠墳旁。
真庭 蝴蝶（まにわ ちょうちょう）聲：阪口大助
「無重的蝴蝶」，蟲組。身材矮小的男子。跟真庭鴛鴦之間訂婚，但是在正式結婚前就已戰死。
使用的忍術為是身上負重為無物的「忍法‧足輕」和「真庭拳法」。
在「忍法‧足輕」被鑢七實所習得後，死於七實之手。與真庭蜜蜂、螳螂一起葬在蝙蝠墳旁。
真庭 蜜蜂（まにわ みつばち）聲：三浦祥朗
「棘棘的蜜蜂」，蟲組。十二統領中第二年輕的忍者，通常使用的忍法只是使對方無法行動，最後一擊通常是使用背上的大太刀來殺死對方。
使用的忍術為用手指彈出速度跟射程都媲美子彈的「忍法‧灑菱指彈」。
在「忍法‧灑菱指彈」被鑢七實所習得後，死於七實之手。與真庭蝴蝶、螳螂一起葬在蝙蝠墳旁。
真庭 狂犬（まにわ けふけん）聲：根谷美智子
「傳染的狂犬」，獸組。現真庭忍軍中唯一從初代開始就沒有變更的統領。曾短暫擁有「雙刀‧鎚」。
十分珍惜夥伴，原本不打算跟七花衝突，但知道已經有六個統領死於征刀之途時，決心殺死七花。
使用的忍術為附身於跟她握手的女子身上，繼承其記憶跟一切的「忍法‧狂犬發動」。
在附身凍空粉雪後，被七花攻擊粉雪身上紋身，死於七花之手。
真庭 川獺（まにわ かわうそ）聲：川田紳司
「讀取的川獺」，獸組指揮官。跟蝙蝠十分要好。有陸奧死靈山的血緣。
使用的忍術為讀取無生命體上的「魂」，來知道過去曾發生的事情的「忍法‧紀錄調」。
由於狂犬擅自違背契約內容，真庭鳳凰為了向咎賠罪因而殺掉川獺，其後「忍法‧紀錄調」被鳳凰的「忍法‧命結」繼承。
真庭 海龜（まにわ うみがめ）聲：關俊彥
「長壽的海龜」，魚組指揮官。第一人稱是「老朽」，一身綠的健壯男人。
不使用忍術而是用「真庭劍法」戰鬥。
被左右田的「不忍法．不生不殺」所殺。
真庭 鴛鴦（まにわ おしどり）聲：山像香織
「卷迴的鴛鴦」，鳥組。跟真庭蝶蝶之間訂婚，但是在正式結婚前就已戰死。
使用的忍術為同時操縱二十條鞭子，創造出無死角防禦的「忍法‧永劫鞭」。
被左右田的炎刀突破了「忍法‧永劫鞭」，被槍殺而死。
真庭 人鳥（まにわ ぺんぎん）聲：廣橋涼
「增殖的人鳥」，魚組。十二頭領中最年輕，同時也是情報蒐集能力最強的頭領。
使用的忍術為絕對不會被飛行道具命中的「忍法‧命運崩」和藉由密閉空間中兩顆柔球跳彈給予對方連續傷害的「忍法‧柔球術」。
一度使左右田陷入絕境，但最後「忍法‧命運崩」被破解，被左右田所殺。
真庭 鳳凰（まにわ ほうおう）聲：置鮎龍太郎
「神的鳳凰」，鳥組指揮官。實質上是真庭忍軍的首領。第二個成功征刀的忍者。
年齡：32、職業：忍者、所屬：真庭忍軍、身分：十二頭領、所有刀：毒刀『鍍』、身長：5尺9寸4分、體重：16貫、興趣：操心。
在富士的樹海洞穴與真庭人鳥和真庭鴛鴦一起發現「毒刀‧鍍」。但卻被毒刀腐蝕了心智，成為了四季崎現世的容器。
使用的忍術為可以盜取被其殺死的人的器官，藉此得到對方技能的「忍法‧命結」、從左右田的臉中拿到的「忍法‧斷罪圓」（原名：「忍法‧生殺」）、從川獺手中拿到的「忍法‧紀錄調」。
在与右衛門左衛門对战时情急之下拔出毒刀‧鍍而失去心智，回新真庭之里屠殺所有村人，后死於七花之手。
初代 真庭蝙蝠（しょだい まにわ こうもり）
「無賴的蝙蝠」。
年齡：不詳、職業：忍者、所屬：真庭忍軍、性別：男、身長：5尺9寸4分、體重：15貫、信條：人云亦云、使用忍法：骨肉雕塑。
初代 真庭喰鮫（しょだい まにわ くいざめ）
「落淚的喰鮫」。
年齡：不詳、職業：忍者、所屬：真庭忍軍、性別：女、身長：5尺3分、體重：12貫、信條：一殺千生、使用忍法：渦刀。
初代 真庭蝴蝶（しょだい まにわ ちょうちょう）
「不遇的蝴蝶」。
年齡：不詳、職業：忍者、所屬：真庭忍軍、性別：男、身長：7尺8寸3分、體重：28貫、信條：隱忍持重、使用忍法：無。
與真庭狂犬完成任務後兵分二路離開，偶然遇上修行中的鑢一根。並與其交手，敗在虛刀流．百日紅之下。戰後與鑢一根道別，加以改良「真庭拳法」傳至後代。
初代 真庭白鷺（しょだい まにわ しらさぎ）
「長槍的白鷺」。
年齡：不詳、職業：忍者、所屬：真庭忍軍、性別：男、身長：5尺9寸7分、體重：15貫、信條：意義不明、使用忍法：逆鱗探。

### 刀的相關人物
四季崎 記紀（しきざき きき）聲：森功至
一百七十年前的刀匠，打造十二把完全型變體刀的創造者。其原本並非刀匠，而是流著占星士一族之血的預言術士，也是該族少數幾個擁有能窺見未來能力者。當世對於預言術士的規定相當嚴格，不得透露天機、不得對預言做任何干涉，但四季崎記紀依舊用其自身能力窺視未來，了解到在幾百年後的日本會被海外來的侵略者消滅，為了改變這種情況，他不惜牴觸預言術士的禁忌，運用窺見未來的能力，用來自未來的技術打造了千把變體刀，想藉此改變命運；在千把變體刀之中，以十二把「完成型變體刀」最為人所知，但其真正的最後之作卻是「虛刀·鑢」這一把「完了形變體刀」。
鑢 一根（やすり かずね）聲：阿部敦
一百七十年前的無刀劍士。虛刀流的開山鼻祖，只對自身的劍技有興趣。因此隱居山中磨練，過著不問世事的生活。曾與初代真庭蝴蝶交手。並以虛刀流．百日紅擊倒對方，加以研發出了虛刀流第一奧義．鏡花水月。
飛驒 鷹比等（ひだ たかひと）聲：川島得愛
奥州的大名。尾張幕府的叛亂主謀，二十年前被鑢六枝杀死。其會叛亂之原因在於百年以前四季崎記紀曾把「誠刀·詮」給了仙人彼我木輪迴，但彼我木輪迴卻不想被刀毒感染而埋在之後成為奧州城建築所在地之下；飛驒鷹比等因為「誠刀·詮」的關係，了解到了四季崎記紀的意圖，為了將被四季崎記紀篡改的歷史恢複到該有的形態，不惜發動叛亂，但最後卻以失敗收場。
旁白：池田昌子
敘述介紹本作刀語的世界觀，以說故事般平穩的語氣講解。

## 對戰場所
- 鑢七花 vs 真庭蝙蝠 → 丹波【不承島】
- 鑢七花 vs 宇練銀閣 → 因幡【下酷城】
- 鑢七花 vs 敦賀迷彩 → 出雲【三途神社】
- 鑢七花 vs 錆白兵 → 周防【巖流島】
- 鑢七花 vs 校倉必 → 薩摩【濁音港】
- 鑢七花 vs 凍空粉雪 → 蝦夷【踊山】
- 鑢七花 vs 鑢七實 → 土佐【清涼院護劍寺】
- 鑢七花 vs 日和號 → 江戶【不要湖】
- 鑢七花 vs 汽口慚愧 → 出羽【天童將棋村】
- 鑢七花 vs 彼我木輪迴 → 陸奧【百刑場】
- 鑢七花 vs 真庭鳳凰 → 伊賀【新‧真庭之里】
- 鑢七花 vs 左右田右衛門左衛門 → 尾張【尾張城】

## 完成形變體刀
傳說對於四季崎記紀而言，1000把變體刀中只有12把刀是已完成，也就是其餘988把變體刀只是為了這12把完成形變體刀而試作的「習作」。
絶刀－『鉋』（ゼットウ・カンナ）
持有者：真庭蝙蝠
招式：報復絕刀
以"堅硬"為特點的一把刀，外觀是一把沒有弧度的直刀，傳說連大象踐踏在上面也不會彎曲一絲一毫。
斬刀－『鈍』（ザントウ・ナマクラ）
持有者：宇練銀閣
招式：斬刀狩
以"鋒利"為特色的一把刀，因為『鈍』鍛造出來的時間較『鉋』晚，咎推測若兩刀互砍的話『鈍』將可以把『鉋』砍斷。
千刀－『鎩』（セントウ・ツルギ）
持有者：敦賀迷彩
招式：千刀巡
以"數量"為特色的刀，"鎩"以一為千；千為一，雖然有成千把的"鎩"，但每把無論鋒利度、重量、長度及薄厚都相同，是以熟悉它的劍士無論拾起哪把"鎩"皆可運用自如。
薄刀－『針』（ハクトウ・ハリ）
持有者：錆白兵
招式：薄刀開眼
以"輕巧"、"脆弱"為特色的一把刀，刀身不但薄且脆，放在太陽下甚至可以使光線透過刀身，是一把以美麗聞名的刀。
賊刀－『鎧』（ゾクトウ・ヨロイ）
持有者：校倉必
招式：刀賊鷗
以"堅固"為特色的刀，是四季崎仿造西洋鎧甲所鍛造出的刀，鎧甲的接縫處皆為鋒利的刀刃。
『鎧』本身為"絕對防禦"的象徵，不但無法以蠻力擊碎，就連專門對付鎧甲的"破甲術"也無法傷害刀內部的使用者。
双刀－『鎚』（ソウトウ・カナヅチ）
持有者：凍空粉雪
招式：雙刀之犬
以"沉重"為特色的刀，與薄刀完全相反，模樣原始、渾厚、堅硬的鐵鎚，實際重量不明。但七花的力氣也無法絲毫移動，可見十分重。唯有凍空一族特有的怪力體質或是真庭蝶蝶的「忍法‧足輕」，才可無視重量運用自如。
此外雖然稱為"雙刀"，但"鎚"本身只有一把，稱之為"雙刀"的原因是"鎚"的兩端皆可做為刀的握柄(模樣分別為刀及狼牙棒)，無論握住哪一邊皆可做為武器使用，故稱之為"雙刀"。
悪刀－『鐚』（アクトウ・ビタ）
持有者：鑢七實
招式：惡刀七實
以"活性化"為特點的刀，十二把完全形變體刀中最凶惡的刀。外型像似忍者的苦無，經常帶電氣。把"惡刀"當電極插進胸口，能強制身體活性化或沉靜化藉此讓生命延續。也就是一種延命裝置。
微刀－『釵』（ビトウ・カンザシ）
持有者：日和號
以"人性"為特點的刀。是四季崎記紀仿照機關人偶所鍛造的刀。
身都是金屬。手臂和腳各有四條。頭上裝有眼鼻嘴耳五官，植入了像頭髮的毛，穿著破舊的衣服。刀如人偶；人偶如刀。日和號能夠自行使出不屬於人類只屬於人偶的招式。
日語微刀與“美刀”發音相同，日和號是以四季崎生前最愛的女性樣貌所製成的，可看出記紀的人性所在。
王刀－『鋸』（オウトウ・ノコギリ）
持有者：汽口慚愧
招式：王刀樂土
以"無毒"為特點的刀。唯一於完全形變體刀中沒有刀毒的一把。
外型為木刀。因為沒有刀毒，相對能解刀毒和破邪念。被賦予"王之證明"，因此稱之為"王刀"。與毒刀成完全對比。
誠刀－『銓』（セイトウ・ハカリ）
持有者：彼我木輪迴
招式: 誠刀防衛
以"誠實"為特點的刀。無刀刃的刀，只有柄和把手。
有試驗人心的能力，試已之刀、斬已之刀、知已之刀的意思，為完全型變體刀的後期作。
毒刀－『鍍』（ドクトウ・メッキ）
持有者：真庭鳳凰
招式：猛毒刀與
以"猛毒"為特點的刀。千把變體刀中有著最强刀毒的漆黑之刀，跟絕刀一樣是無鞘刀刃，但為了封印毒刀而特別製作了刀鞘。
刀內藏有四季崎記紀的人格與記憶，能將握刀者的人格佔據並讓四季崎記紀重生，跟真庭狂犬的忍法很相似。
炎刀－『銃』（エントウ・ジュウ）
持有者：左右田右衛門左衛門
招式: 斷罪炎刀
以"連射性"、"速射性"及"精密性"為特點的刀。外型為一把連發式回轉手槍及一把自動式連發手槍。連發式回轉手槍裝彈數六發；自動式連發手槍裝彈數十一發。是一把與刀完全相反的「刀」。

## 完了形變體刀
虛刀－『鑢』（キョトウ・ヤスリ）
持有者：咎
即為虛刀流，鑢一根的血統（血刀）和四季崎的遺作。四季崎記紀以12把完全型變體刀為參考，與鑢一根協力合作的最後一把「刀」。
全刀－『锖』（ゼントウ・サビ）
持有者：咎
四季崎記紀所作与虚刀「鑢」共同完成的「完了形變體刀」候补。四季崎記紀到最后的最后为止都为决定哪个作为「完了形變體刀」而苦恼。
所有的事情都可以使用刀完成，与可以不使用刀的虛刀流极对。全刀流为锖一族所有。
最後七花為了復仇，再加上否定姬的推波助瀾，被选择成为「完結形變體刀」的是虚刀「鑢」，成為真正的「完了形變體刀」。

## 小說
| 标题                                   | 講談社        | ISBN                   | 江蘇鳳凰文藝出版社 | ISBN                   | 尖端出版       | ISBN                   |
| -------------------------------------- | ------------- | ---------------------- | ------------------ | ---------------------- | -------------- | ---------------------- |
| 第一話 絶刀・鉋 （ゼットウ・カンナ）   | 2007年1月9日  | ISBN 978-4-06-283611-1 | 2010年6月          | ISBN 978-7-5399-3793-9 | 2010年7月28日  | ISBN 978-957-10-3988-6 |
| 第二話 斬刀・鈍 （ザントウ・ナマクラ） | 2007年2月1日  | ISBN 978-4-06-283604-3 | 2010年6月          | ISBN 978-7-5399-3792-2 | 2010年9月9日   | ISBN 978-957-10-4347-0 |
| 第三話 千刀・鎩 （セントウ・ツルギ）   | 2007年3月1日  | ISBN 978-4-06-283619-7 | 2010年6月          | ISBN 978-7-5399-3784-7 | 2010年10月10日 | ISBN 978-957-10-4357-9 |
| 第四話 薄刀・針 （ハクトウ・ハリ）     | 2007年4月2日  | ISBN 978-4-06-283623-4 | 2010年6月          | ISBN 978-7-5399-3785-4 | 2010年11月12日 | ISBN 978-957-10-4388-3 |
| 第五話 賊刀・鎧 （ゾクトウ・ヨロイ）   | 2007年5月8日  | ISBN 978-4-06-283628-9 | 2010年9月          | ISBN 978-7-5399-3868-4 | 2010年12月7日  | ISBN 978-957-10-4389-0 |
| 第六話 双刀・鎚 （ソウトウ・カナヅチ） | 2007年6月5日  | ISBN 978-4-06-283631-9 | 2010年9月          | ISBN 978-7-5399-3867-7 | 2011年1月7日   | ISBN 978-957-10-4424-8 |
| 第七話 悪刀・鐚 （アクトウ・ビタ）     | 2007年7月3日  | ISBN 978-4-06-283634-0 | 2010年9月          | ISBN 978-7-5399-3870-7 | 2011年2月11日  | ISBN 978-957-10-4425-5 |
| 第八話 微刀・釵 （ビトウ・カンザシ）   | 2007年8月2日  | ISBN 978-4-06-283636-4 | 2010年12月         | ISBN 978-7-5399-3882-0 | 2011年3月4日   | ISBN 978-957-10-4451-4 |
| 第九話 王刀・鋸 （オウトウ・ノコギリ） | 2007年9月3日  | ISBN 978-4-06-283639-5 | 2010年12月         | ISBN 978-7-5399-3883-7 | 2011年4月1日   | ISBN 978-957-10-4453-8 |
| 第十話 誠刀・銓 （セイトウ・ハカリ）   | 2007年10月2日 | ISBN 978-4-06-283643-2 | 2010年12月         | ISBN 978-7-5399-3884-4 | 2011年5月5日   | ISBN 978-957-10-4470-5 |
| 第十一話 毒刀・鍍 （ドクトウ・メッキ） | 2007年11月2日 | ISBN 978-4-06-283648-7 | 2011年3月          | ISBN 978-7-5399-4289-6 | 2011年6月3日   | ISBN 978-957-10-4471-2 |
| 第十二話 炎刀・銃 （エントウ・ジュウ） | 2007年12月4日 | ISBN 978-4-06-283652-4 | 2011年3月          | ISBN 978-7-5399-3091-6 | 2011年7月8日   | ISBN 978-957-10-4472-9 |

## 电视动画
从2010年1月开始以「大河动画」的名义，作为每个月一集的一小时特别节目播放。2013年4月开始于noitaminA栏目进行重播，更换了新的片头与片尾曲。

### 工作人员
- 原作：西尾維新
- 人物原案：竹
- 标题书法：平田弘史
- 出品人：夏目公一朗、入江祥雄、富川八峰（富士电视台）、井上俊次、太布尚弘
- 总制片人：勝股英夫、吉羽治、山本幸治（富士电视台）
- 制片人：鳥羽洋典、針生雅行、尾崎紀子（富士电视台）
- 剧本统筹：上江洲誠
- 人物设计/作画总监：川田剛
- 虚刀流设定协力：板垣敦
- 美術監督：工藤正（工藤ただし）
- 色彩設計：手嶋明美
- 特效监修：谷口久美子
- 摄影監督：中村圭介
- 剪辑：
- 音響監督：蝦名恭範（名义）
- 作曲：岩崎琢
- 音乐制片人：伊藤善之、小池克实
- 音乐制作：Lantis、富士太平洋音乐出版
- 音乐协力：索尼音乐娱乐
- 动画制片人：岩佐岳（名义）
- 动画制作：WHITE FOX
- 导演：元永慶太郎
- 出品：「刀語」製作委員会（Aniplex、講談社、富士电视台、Lantis、Movic）

### 主题曲

#### 首播
片頭曲
- （第1話 - 第7話）

作詞：畑亞貴，作曲：上松範康，編曲：菊田大介，演唱：栗林美奈實
- （第8話 - 第12話）

作詞：寶野亞莉華，作曲、編曲：片倉三起也，演唱：ALI PROJECT
片尾曲
- （第1話）

作詞：YUI，作曲、編曲：橘尭葉，演唱：妖精帝國
- 《Refulgence》（第2話）

作詞：少女病，作曲、編曲：，演唱：少女病
- （第3話）

作詞、作曲：畑亞貴，編曲：加藤達也，演唱：畑亞貴
- （第4話）

作詞：霜月遙，作曲、編曲：myu，演唱：kukui
- （第5話）

作詞：畑亞貴，作曲：伊藤真澄，編曲：虹音，演唱：咎（田村由香里）
- （第6話）

作詞：寶野亞莉華，作曲、編曲：片倉三起也，演唱：ALI PROJECT
- （第7話）

作詞：畑亞貴，作曲：伊藤真澄，編曲：虹音，演唱：鑢七實（中原麻衣）
- （第8話）

作詞：畑亞貴，作曲、編曲：虹音，演唱：
- （第9話）

作詞：Annabel，作曲、編曲：myu ，演唱：Annabel
- （第10話）

作詞：畑亜貴，作曲：伊藤真澄，編曲：虹音，演唱：否定姫（戶松遙）
- （第11話）

作詞：畑亜貴，作曲、編曲： 中山真斗（Elements Garden），演唱：飛蘭
- （第12話）

作詞：畑亜貴，作曲、編曲：虹音，演唱：栗林美奈實

#### 重播
片頭曲

作词、作曲、编曲：ryo，演唱：supercell
片尾曲

作词、作曲、编曲：samfree，演唱：Piko

### 各話標題
| 話數     | 標題     | 劇本     | 分鏡                | 执行导演   | 作畫監督                                   |
| -------- | -------- | -------- | ------------------- | ---------- | ------------------------------------------ |
| 第一話   | 絶刀・鉋 | 上江洲誠 | 元永慶太郎          | 元永慶太郎 | 板垣敦 又賀大介                            |
| 第二話   | 斬刀・鈍 | 上江洲誠 | 則座誠              | 則座誠     | 中村和久 吉田伊久雄                        |
| 第三話   | 千刀・鎩 | 長津晴子 | 小林智樹            | 小林智樹   | 森山雄治 二宮壮史                          |
| 第四話   | 薄刀・針 | 待田堂子 | 佐藤真二            | 佐藤真二   | 池上太郎 佐藤天昭                          |
| 第五話   | 賊刀・鎧 | 上江洲誠 |                     | 元永慶太郎 | 板垣敦 又賀大介                            |
| 第六話   | 双刀・鎚 | 長津晴子 | 元永慶太郎          | 元永慶太郎 | 中村和久 吉田伊久雄                        |
| 第七話   | 惡刀・鐚 | 上江洲誠 | 田中基樹            | 田中基樹   | 田中基樹                                   |
| 第八話   | 微刀・釵 | 待田堂子 | 小林智樹            | 小林智樹   | 中田正彥 佐藤天昭                          |
| 第九話   | 王刀・鋸 | 待田堂子 | 佐藤真二            | 佐藤真二   | 池上太郎 二宮壯                            |
| 第十話   | 誠刀・銓 | 長津晴子 | 小松田大全          | 元永慶太郎 | 中村和久 黒石崇裕                          |
| 第十一話 | 毒刀・鍍 | 上江洲誠 | 小寺勝之 元永慶太郎 | 元永慶太郎 | 中田正彦 佐藤天昭                          |
| 第十二話 | 炎刀・銃 | 上江洲誠 | 元永慶太郎          | 元永慶太郎 | 池上太郎 又賀大介 板垣敦 中村和久 中田正彦 |

### 电视播放
日本深夜動畫：下文記載的日本国内播放時間使用日本標準時間（UTC+9）表示。因為部分時間标识會採用30小时制，因此請留意这类超过24:00的时间，其實際播放時間為翌日清晨。
| 播放地區   | 播放電視台            | 播放日期                | 播放時間（UTC+9）          | 所屬電視網           |
| 首播       | 首播                  | 首播                    | 首播                       | 首播                 |
| ---------- | --------------------- | ----------------------- | -------------------------- | -------------------- |
| 關東廣域圈 | 富士电视台 （制作局） | 第一話 2010年1月25日    | 星期一 25時10分 - 26時10分 | 富士電視網           |
| 關東廣域圈 | 富士电视台 （制作局） | 第二話 2010年2月8日     | 星期一 25時10分 - 26時10分 | 富士電視網           |
| 關東廣域圈 | 富士电视台 （制作局） | 第三話 2010年3月8日     | 星期一 25時10分 - 26時10分 | 富士電視網           |
| 關東廣域圈 | 富士电视台 （制作局） | 第四話 2010年4月16日    | 星期五 25時35分 - 26時35分 | 富士電視網           |
| 關東廣域圈 | 富士电视台 （制作局） | 第五話 2010年5月21日    | 星期五 25時35分 - 26時35分 | 富士電視網           |
| 關東廣域圈 | 富士电视台 （制作局） | 第六話 2010年6月4日     | 星期五 25時35分 - 26時35分 | 富士電視網           |
| 關東廣域圈 | 富士电视台 （制作局） | 第七話 2010年7月9日     | 星期五 25時35分 - 26時35分 | 富士電視網           |
| 關東廣域圈 | 富士电视台 （制作局） | 第八話 2010年8月13日    | 星期五 27時05分 - 28時05分 | 富士電視網           |
| 關東廣域圈 | 富士电视台 （制作局） | 第九話 2010年9月10日    | 星期五 25時50分 - 26時50分 | 富士電視網           |
| 關東廣域圈 | 富士电视台 （制作局） | 第十話 2010年10月15日   | 星期五 26時05分 - 27時05分 | 富士電視網           |
| 關東廣域圈 | 富士电视台 （制作局） | 第十一話 2010年11月12日 | 星期五 25時35分 - 26時35分 | 富士電視網           |
| 關東廣域圈 | 富士电视台 （制作局） | 第十二話 2010年12月10日 | 星期五 25時35分 - 26時35分 | 富士電視網           |
| 近畿廣域圈 | 每日放送 （策划協力） | 第一話 2010年1月27日    | 星期三 26時30分 - 27時30分 | TBS系                |
| 近畿廣域圈 | 每日放送 （策划協力） | 第二話 2010年2月10日    | 星期三 26時30分 - 27時30分 | TBS系                |
| 近畿廣域圈 | 每日放送 （策划協力） | 第三話 2010年3月10日    | 星期三 26時30分 - 27時30分 | TBS系                |
| 近畿廣域圈 | 每日放送 （策划協力） | 第四話 2010年4月28日    | 星期三 26時25分 - 27時25分 | TBS系                |
| 近畿廣域圈 | 每日放送 （策划協力） | 第五話 2010年5月26日    | 星期三 26時25分 - 27時25分 | TBS系                |
| 近畿廣域圈 | 每日放送 （策划協力） | 第六話 2010年6月23日    | 星期三 26時25分 - 27時25分 | TBS系                |
| 近畿廣域圈 | 每日放送 （策划協力） | 第七話 2010年7月28日    | 星期三 26時25分 - 27時25分 | TBS系                |
| 近畿廣域圈 | 每日放送 （策划協力） | 第八話 2010年8月25日    | 星期三 26時25分 - 27時25分 | TBS系                |
| 近畿廣域圈 | 每日放送 （策划協力） | 第九話 2010年9月22日    | 星期三 26時30分 - 27時30分 | TBS系                |
| 近畿廣域圈 | 每日放送 （策划協力） | 第十話 2010年10月20日   | 星期三 26時25分 - 27時25分 | TBS系                |
| 近畿廣域圈 | 每日放送 （策划協力） | 第十一話 2010年11月17日 | 星期三 26時30分 - 27時30分 | TBS系                |
| 近畿廣域圈 | 每日放送 （策划協力） | 第十二話 2010年12月15日 | 星期三 26時30分 - 27时30分 | TBS系                |
| 日本全國   | BS富士                | 第一話 2010年1月30日    | 星期六 26時30分 - 27時30分 | 富士電視網 衛星電視  |
| 日本全國   | BS富士                | 第二話 2010年2月27日    | 星期六 26時30分 - 27時30分 | 富士電視網 衛星電視  |
| 日本全國   | BS富士                | 第三話 2010年3月27日    | 星期六 26時30分 - 27時30分 | 富士電視網 衛星電視  |
| 日本全國   | BS富士                | 第四話 2010年4月24日    | 星期六 25時00分 - 26時00分 | 富士電視網 衛星電視  |
| 日本全國   | BS富士                | 第五話 2010年5月29日    | 星期六 25時00分 - 26時00分 | 富士電視網 衛星電視  |
| 日本全國   | BS富士                | 第六話 2010年6月26日    | 星期六 25時00分 - 26時00分 | 富士電視網 衛星電視  |
| 日本全國   | BS富士                | 第七話 2010年7月31日    | 星期六 25時00分 - 26時00分 | 富士電視網 衛星電視  |
| 日本全國   | BS富士                | 第八話 2010年8月25日    | 星期六 25時00分 - 26時00分 | 富士電視網 衛星電視  |
| 日本全國   | BS富士                | 第九話 2010年9月25日    | 星期六 26時30分 - 27時30分 | 富士電視網 衛星電視  |
| 日本全國   | BS富士                | 第十話 2010年10月30日   | 星期六 26時30分 - 27時30分 | 富士電視網 衛星電視  |
| 日本全國   | BS富士                | 第十一話 2010年11月27日 | 星期六 26時30分 - 27時30分 | 富士電視網 衛星電視  |
| 日本全國   | BS富士                | 第十二話 2010年12月25日 | 星期六 26時30分 - 27時30分 | 富士電視網 衛星電視  |
| 佐賀縣     | 佐賀電視台            | 第一話 2010年3月21日    | 星期日 14時55分 - 15時55分 | 富士電視網           |
| 日本全國   | Animax                | 第一話 2010年4月11日    | 星期日 21時00分 - 22時00分 | CS放送               |
| 日本全國   | Animax                | 第二話 2010年5月16日    | 星期日 21時00分 - 22時00分 | CS放送               |
| 日本全國   | Animax                | 第三話 2010年6月13日    | 星期日 21時00分 - 22時00分 | CS放送               |
| 日本全國   | Animax                | 第四話 2010年7月11日    | 星期日 21時00分 - 22時00分 | CS放送               |
| 日本全國   | Animax                | 第五話 2010年8月8日     | 星期日 21時00分 - 22時00分 | CS放送               |
| 日本全國   | Animax                | 第六話 2010年9月12日    | 星期日 21時00分 - 22時00分 | CS放送               |
| 日本全國   | Animax                | 第七話 2010年10月10日   | 星期日 21時00分 - 22時00分 | CS放送               |
| 日本全國   | Animax                | 第八話 2010年11月14日   | 星期日 21時00分 - 22時00分 | CS放送               |
| 日本全國   | Animax                | 第九話 2010年12月12日   | 星期日 21時00分 - 22時00分 | CS放送               |
| 日本全國   | Animax                | 第十話 2011年1月16日    | 星期日 21時00分 - 22時00分 | CS放送               |
| 日本全國   | Animax                | 第十一話 2011年2月13日  | 星期日 21時00分 - 22時00分 | CS放送               |
| 日本全國   | Animax                | 第十二話 2011年3月13日  | 未定                       | CS放送               |
| 東京都     | 東京都會電視台        | 第一話 2010年6月27日    | 星期日 19時00分 - 20時00分 | 独立UHF局 SD畫質放送 |
| 東京都     | 東京都會電視台        | 第二話 2010年6月28日    | 星期一 19時00分 - 20時00分 | 独立UHF局 SD畫質放送 |
| 東京都     | 東京都會電視台        | 第三話 2010年6月29日    | 星期二 19時00分 - 20時00分 | 独立UHF局 SD畫質放送 |
| 東京都     | 東京都會電視台        | 第四話 2010年6月30日    | 星期三 19時00分 - 20時00分 | 独立UHF局 SD畫質放送 |
| 東京都     | 東京都會電視台        | 第五話 2010年7月1日     | 星期四 19時00分 - 20時00分 | 独立UHF局 SD畫質放送 |
| 東京都     | 東京都會電視台        | 第六話 2010年7月2日     | 星期五 19時00分 - 20時00分 | 独立UHF局 SD畫質放送 |